# درايس
درايس هي قرية جزائرية تابعة لبلدية عين أرنات  الكائنة بدائرة عين أرنات، بولاية سطيف الجزائرية